# Georges Hersent
Pour les articles homonymes, voir Hersent.
Georges Hersent, né le 14 février 1865 dans le 17e arrondissement de Paris et mort le 21 février 1950 à Azay-le-Ferron, est un ingénieur des arts et manufactures et entrepreneur de travaux publics français, constructeur et exploitant de ports.

## Biographie
Georges Hersent est l'un des deux fils d'Hildevert Hersent, fondateur de l'entreprise familiale. Il sort en 1886 diplômé de l'École centrale des Arts et Manufactures puis rejoint la société paternelle, comme son frère aîné Jean (1862-1946). Il est alors associé à la construction et à l’exploitation des ports de Lisbonne et de Bizerte et la construction de l’arsenal de Sidi Abdallah, travaillant également à un projet de tunnel sous la Manche. En 1902, il participe avec son père et son frère à la constitution de la Société du port de Rosario (SPR), en Argentine, aux côtés du maître de forges Eugène II Schneider. Les Hersent ont obtenu la même année du gouvernement argentin la concession pour 40 ans de l'exploitation d'un port à construire à Rosario. Cette société va devenir une entreprise très rentable et un pilier du groupe familial.
À la mort de leur père en 1903, Jean et Georges prennent la direction de l'entreprise familiale, qui devient l'année suivante la société en nom collectif Hersent Jean et Georges puis, en 1922, la « Société anonyme Hersent - Entreprises de travaux publics et maritimes ». Responsable de la recherche des études et de l’extension des travaux à l’étranger, il lança des chantiers en Pologne, en Grèce, au Portugal, en Russie, en Afrique et en Amérique du Sud. En France, la société Hersent participa à la construction du bassin et de la digue du Homet à Cherbourg, des grands bassins de radoub de Toulon, de quais à Dunkerque et à Bordeaux. Éventuellement en coopération avec Schneider et la Société de construction des Batignolles, elle construisit la jetée de Bizerte, les ports de Casablanca, de Safi et de Dakar. Dans le contexte de la signature du traité instituant un protectorat sur le Maroc, et à la demande d'Hubert Lyautey, il constitue en 1912 la Compagnie franco-marocaine de Fedhala, qui obtient en 1913 la concession d'un port pour 60 ans. La société aménage à Fédala (Mohammedia) au Maroc un port et une ville nouvelle.
En 1931, lorsqu'il est promu commandeur de la Légion d'honneur, il est vice-président de la SA Hersent (présidée par son frère de 1922 à 1940) et préside des sociétés liées à cette-dernière: entreprises françaises (société des entrepôts maritimes de Bordeaux, société des installations maritimes de Bordeaux, société de Bolmon-Berre Marseille), sociétés coloniales, exploitant des ports et des ressources en Afrique du Nord surtout (compagnie franco-marocaine de Fedhala, société du port de Fedhala, créée en 1914, société des briqueteries de Fedhala, fondée également en 1914, qu'il préside depuis 1930, société des pêcheries de Tanger, port de Bizerte, société d'hivernage de Marrakech) mais aussi à Makatea (île) (Polynésie française : Compagnie française des phosphates d'Océanie, fondée en 1908), entreprises argentines enfin (société du port de Rosario, qu'il préside de 1903 à 1936, chemin de fer de Rosario à Puerto-Belgrano, société foncière d'Argentine). Il siège aussi au conseil d'administration d'autres sociétés.
L’Académie des sciences d’outre-mer lui décerne le prix maréchal-Louis-Hubert-Lyautey en 1936.
En 1913, la société Hersent est la 6e entreprise française de travaux publics, mais elle est la plus rentable et la plus mondialisée, travaillant pour 82 % à l'exportation. En 1939, elle est la seconde entreprise dans la même catégorie, derrière les Grands travaux de Marseille (GTM).
Il épouse en 1895 Marthe Luzarche d'Azay, qui hérite à la mort de son père, Alfred Luzarche, en 1925, du Château d'Azay-le-Ferron. Le couple rétablit les jardins à la française et restaure les bâtiments.
Contrairement à son frère, plus discret, Georges Hersent s'est engagé dans plusieurs organisations non directement professionnelles. Il préside l'Académie de marine en 1948-1949 ; il avait été élu membre titulaire en 1921. Membre de l’Académie des sciences coloniales à partir de 1925, il en devient vice-président en 1934 et président en 1936. Il préside la section Tunisie de l'Union coloniale française. Il est aussi en 1931 président de section de la Ligue maritime et coloniale. Il est également vice-président de l'Union française, fondée en 1916, « association nationale pour l'expansion morale et matérielle de la France », et vice-président de la Ligue urbaine.
Il a été président de la Société des Ingénieurs civils de France dans les années 1920. 
Il donne des conférences, écrit des livres, des rapports et des articles sur divers sujets, pas uniquement liés aux ports. Il publie La République argentine, son présent et son avenir (1904) La mise au point de notre outillage maritime (1904 et 1920), La réforme de l’éducation nationale (1917), Prix Fabien de l’Académie Française, Le Paris de demain (1924), La bataille économique (1934) sur la crise de 1929, Les hydrostrades de l’avenir (1950) sur les transports fluviaux.
En 1941, il est désigné membre du Conseil national et reçoit du régime du maréchal Pétain la Francisque.

## Distinctions
- Commandeur de la Légion d'honneur (décret du 7 janvier 1931).
- Commandeur de l'ordre du Nichan Iftikhar
- Grand officier de l'ordre du Ouissam alaouite

## Œuvres
- La République argentine, son présent et son avenir (1904)
- Le Nouveau port du Rosario dans la République Argentine (1905)
- Principes d'éducation moderne (1917)
- La Mise au point de notre outillage maritime (1904 et 1920),
- La Réforme de l’éducation nationale (1917), Prix Fabien de l'Académie française,
- Le Paris de demain (1924),
- La Bataille économique (1934) sur la crise de 1929,
- Rhône Rhin Danube, Les grandes routes fluviales de l'Europe de demain, Sequana (1941)
- Les Hydrostrades de l’avenir (1950) sur les transports fluviaux.